# Nagyölyves
Nagyölyves (románul: Ulieș), falu Romániában, Maros megyében.

## Fekvése
Nagysármástól keletre fekvő település.

## Története
Nevét 1321-ben p. Wlues, p. Wleues néven említette először oklevél. Későbbi névváltozatai: 1329-ben fl. Wlwespatak, Vlwespatak alakban fordult elő.
1321-ben Ölyvest Károly Róbert király a Kacsics nemzetségbeli Mihály fia Péternek adta. 1329-ben pedig Ölyvespatakot Örményes határjárásában említették.
A trianoni békeszerződésig Maros-Torda vármegye Marosi felső járásához tartozott.

## Népessége
2002-ben 554 lakosa volt, ebből 401 román, 86 cigány és 67 magyar nemzetiségű.

## Vallások
A falu lakói közül 410-en ortodox, 41-en görögkatolikus és 67-en református hitűek.

## Látnivalók
Református temploma a középkorban, a 13. században épült, román stílusban. Később átépítették, így reneszánsz elemeket is hordoz magán.

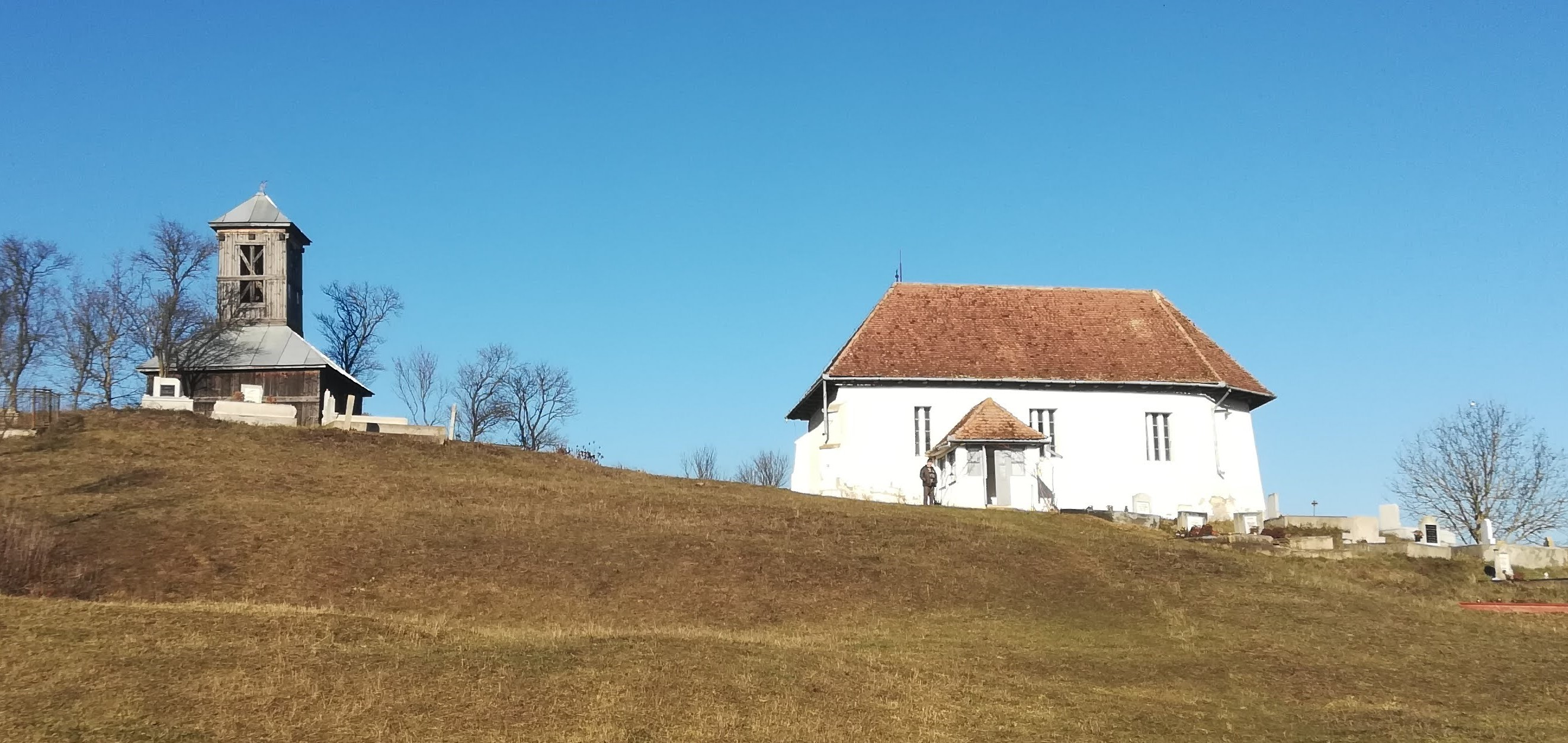
A nagyölyvesi református templom a haranglábbal